# Carandiru

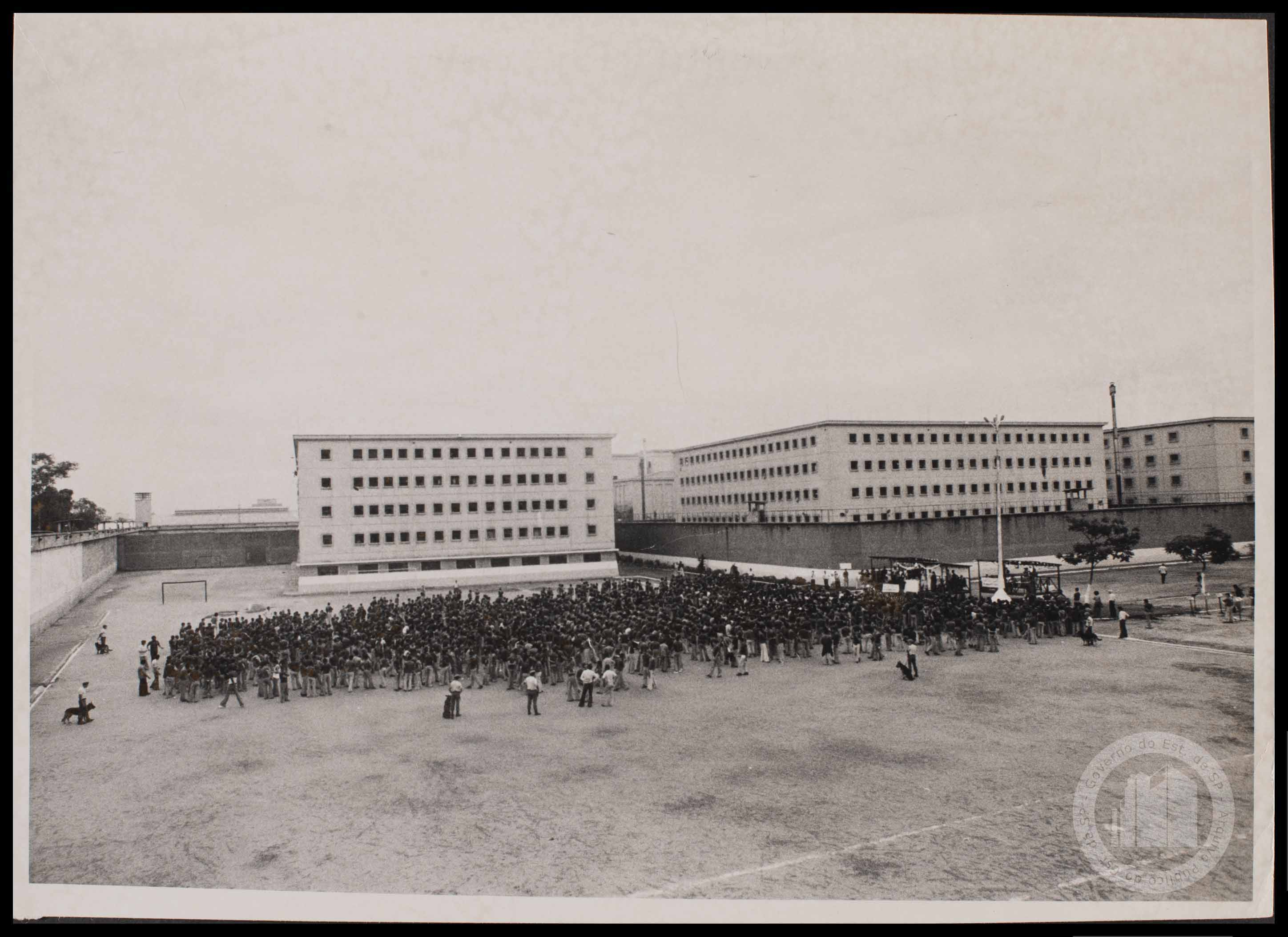
Dziedziniec więzienia Carandiru, São Paulo

Carandiru – największe więzienie w brazylijskim mieście São Paulo, w którym odbywało jednocześnie kary do 30 tys. więźniów. Więzienie leżące w dzielnicy Carandiru (stąd jego nazwa urzędowa) zasłynęło największą w dziejach Brazylii zbrodnią popełnioną przez instytucję rządową na obywatelach tego kraju, masakrą w Carandiru, w której w 1992 roku śmierć poniosło ponad 111 skazańców.
W kwietniu 2002 r. więzienie pokazano polskiemu prezydentowi, Aleksandrowi Kwaśniewskiemu podczas jego wizyty w tym mieście. We wrześniu tego samego roku – jako symbol przemocy i niehumanitarnych metod penitencjarnych – zostało zamknięte a następnie, 9 grudnia, wyburzone. 
Zdarzenia z 2 października 1992 doczekały się szeregu opracowań i dokumentacji filmowej, również ekranizacji fabularnej. Więzienie Sona z 3 serii serialu TV Prison Break wzorowane jest na więzieniu Carandiru.